# 478

## Nașteri
- dată necunoscută: Narses  (d. 574)